# Karl Rappan
Karl Rappan (Viena, 26 de setembro de 1905 — 2 de janeiro de 1996) foi um futebolista e treinador de futebol austríaco.

## Carreira
Ele dirigiu a Suíça na Copa do Mundo FIFA de 1938 e Copa do Mundo FIFA de 1954 e 1962, levando a equipa até aos quartos de final em 1954.
Foi o precursor e inventor do chamado Ferrolho suíço.